# Mladen II Šubić
Mladen II Šubić de Bribir (en croata: Mladen II Šubić Bribirski, en húngaro: bribiri Subics Mladen; c.1270- c.1341), líder croata y miembro de la casa de Šubić fue Ban de Croacia y Señor de toda Bosnia. Tras suceder a su padre Pablo, consolidó aún más el dominio de los Šubić, y situó a Esteban Kotromanić como gobernador de Bosnia bajo sus órdenes. Su gobierno marcaría el debilitamiento de los Šubić y finalizó con el amotinamiento de las ciudades dálmatas y la nobleza croata en 1322. Esto provocó su deposición y encarcelamiento por Carlos I de Hungría, a quien los Šubićs habían apoyado en su ascenso al trono, junto con otros nobles. Mladen continuó desarrollando las instituciones del estado y corte y su gobierno de facto contribuyó a desarrollar la cultura caballeresca en Croacia.

## Contexto

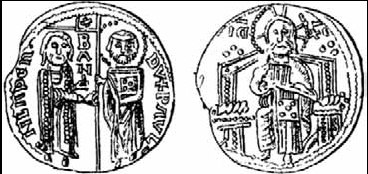
Monedas acuñadas por Pablo I Šubić de Bribir. Texto: DVX PAVL – BAN –MLADEN.

Siguiendo la fractura de la monarquía de Hungría y Croacia, Pablo, padre de Mlade, se convirtió en un poderoso oligarca, que se declaró soberano sobre Croacia y Dalmacia, cuyos territorios distribuyó entre sus familiares. Gobernó desde su sede en la ciudad fortificada de Bribir, donde erigió, junto con su castillo, la basílica de santa María, de tres naves, en el interior de un Convento Franciscano.
Tras la extinción de la dinastía de Árpád, Pablo apoyó la llegada de los Angevinos al trono, aunque su poder sobre las tierras controlada por los Šubić fue meramente nominal a lo largo de toda su administración. Pablo realizó extensas campañas y amplió significativamente sus dominios hacia el este, Bosnia y Hum, y se enfrentó con éxito contra la República de Venecia, conquistando la capital dálmata de Zadar. Fue el noble croata más poderoso de finales del siglo XIII y comienzos del XIV. Llegó a acuñar su propia moneda.

## Biografía

### Primeros años
Mladen II Šubić era el primogénito de Pablo I Šubić de Bribir, que era el más poderoso noble croata entre finales del siglo XIII y comienzos del XIV, y de su primera esposa, cuyo nombre no es conocido. En lo que respecta a la fecha de su nacimiento, no hay registros disponibles, pero se cree que pudo haber nacido alrededor de 1270. Mladen II tuvo tres hermanos: Jorge II Šubić, Gregorio III Šubić y Pablo II Šubić.
Después de la muerte de su tío, el Ban Bosnio Mladen I Šubić en 1304, su padre Pablo I Šubić tuvo que dirigir un ejército para aplastar la resistencia en Bosnia, tras lo que tomó, en 1305, el título de "Señor de toda Bosnia" (totius Bosniae dominus), y pasó el título de Ban a Mladen. Tras la toma de la ciudad de Zadar a los Venecianos, fue elegido Duque de Zadar por la comuna y también asumió el título de "Príncipe de Dalmacia". Sus tropas también tomaron parte en los siguientes enfrentamientos contra la República de Venecia, que intentó reconquistar la ciudad. Gobernó Bosnia bajo la autoridad de su padre, pero tras la muerte de este en 1312, la situación en Bosnia y Croacia se complicó.

### Reinado

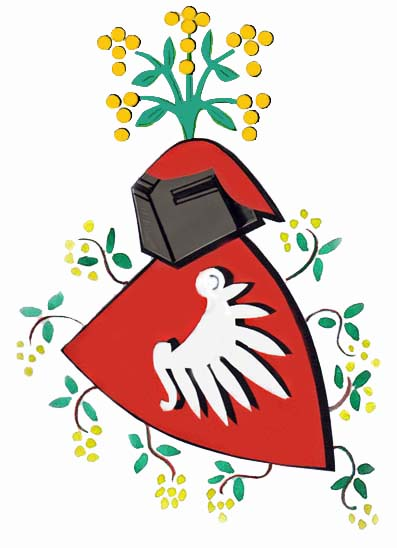
Escudo de Armas de la familia Šubić

Sucedió a su padre como Ban de Croacia tras su muerte el 1 de mayo de 1312 y heredó un compacto dominio que incluía Croacia, Bosnia, Zahumlje y las ciudades Dálmatas. Su esposa Elena, estaba emparentada con la Casa de Anjou, y Mladen ya había negociado los matrimonios de sus hijos con los condes de Gorizia, que podrían ser unos valiosos aliados ante los venecianos.
Mladen debilitó enormemente los intentos Venecianos por tomar la ciudad de Zadar, comprando a los líderes mercenarios contratados por Venecia, lo que reducía su potencial terrestre. Sin embargo, en septiembre de 1313, autorizó la devolución de Zadar a Venecia, bajo la condición de que se otorgara una autonomía considerable a la ciudad. Renunció al título de Duque de Zadar, pero se le concedió la ciudadanía de la ciudad de Zadar bajo mecenazgo Veneciano en 1314. Este le permitió seguir manteniendo unas relaciones estables con la ciudad, manteniendo la paz con Venecia.
Su gobierno se tuvo que enfrentar con la rebeliónpor primera vez en la primavera de 1315 cuando el Capitán y Podestas de la ciudad de Trogir, Matej de Zori, expulsó a los miembros de la familia Andreis durante un conflicto dentro de la ciudad. Aunque esta revuelta no iba dirigida directamente contra Mladen, este apoyó a los expulsados, y la ciudad respondió con hostilidad. Mladen solicitó a la comunidad "que le enviaran un pedazo de papel en blanco, en el que escribiría lo que quisiera" y cuarenta rehenes, lo que fue rechazado por el consejo de la ciudad. Temiendo la ira de Mladen, decidieron también destruir un monasterio extramuros de la ciudad, para evitar su uso como base militar contra de la ciudad. A pesar del incidente, la cosa no fue a más, y Mladen permitió a Matej mantener su posición. Sin embargo, se impuso una severa sanción a la ciudad. Matej Zori contactó con los miembros de la corte de Mladen para asegurar su situación. En 1317, Matej Zori, finalmente, fue depuesto y exiliado con la ayuda de la ciudad de Šibenik, un acción apoyada por Mladen. Impuso más sanciones a la ciudad y a los partidarios de Matej en 1318.
Aparte de Trogir, también tuvo problemas con la nobleza croata. Heredó una disputa de su padre acerca de Jablanac, con el noble Federico III (Frankopan) de Krk, aunque se trataba de una cuestión menor. Más importante fue la rebelión de los condes Nelipić y Kurjaković en el invierno de 1316-1317, probablemente relacionada con sus conflictos contra los Babonić eslavones. No obstante, esta cuestión se resolvió rápidamente y los amotinados no parecen haber caído en desgracia.
Tras muerte de Esteban Dragutin, ocupó el norte de los territorios de las actuales Bosnia y Herzegovina, Usora y Soli. Esa acción provocó la respuesta de los vecinos de Raška, que atacaron el territorio Šubić de Ston. En 1318, se unió a la cruzada de Felipe de Tarento, el Emperador latino y primo de su esposa, contra el Rey de Rascia, Esteban Milutin. Mladen invadió Raška desde sus territorios en Zahumlje y, aunque consiguió algunos éxitos iniciales, tuvo que retirarse en los años siguientes. Como consecuencia, su hermano pequeño Jorge II (que era príncipe de Omiš) fue entregado como rehén como parte de los acuerdos de paz, y posteriormente fue trasladado a la ciudad de Dubrovnik para su custodia.
El gobierno de Mladen fue impopular entre la nobleza Bosnia, especialmente entre los partidarios del anterior Ban, el bosnio Esteban Kotromanić. Para resolverlo, puso a Kotromanić bajo su patrocinio y concertó un matrimonio entre él y una de las hijas de Meinhard de Ortenburg. Fue también tolerante con los krstjani bosnios (miembros de la Iglesia de Bosnia), lo que provocó su enfrentamiento con el papa. Más tarde, con el fin de restaurar la paz en Bosnia, nombró a Esteban Ban de Bosnia en 1322.

### Últimos años y caída

El dominio de Mladen (rojo) y Dujam II Frankopan (púrpura) en 1312

En 1319 estalló un nuevo motín, esta vez en la ciudad de Šibenik, en 1319, la ciudad más leal a los Šubić. Las causas son desconocidas, pero se sabe que el municipio solicitó la mediación de Venecia. Estos hechos causaron honda preocupación en Mladen, ya que daban oportunidad a los venecianos de inmiscuirse directamente en los asuntos de Mladen, a pesar de que fue aplastada antes de que pudieran comenzar acciones diplomáticas. Encarceló a los líderes de la rebelión Koza de Ilija, bajo la acusación de conspirar contra su vida. La caída de Mladen comenzó con la segunda rebelión de Šibenik en 1321/1322, a la que pronto se unió a Trogir. Mladen atacó y saqueó los alrededores de Šibenik, tras lo que puso sitio a la ciudad. Ordenó llevar a los hermanos Koza ante la ciudad y ejecutarlos públicamente. Esto solo sirvió para ahondar el conflicto y provocar la rebelión de otros miembros de la nobleza croata, incluyendo su hermano menor Pablo II, a la sazón Duque de Trogir. La rebelión de las ciudades contó con el apoyo de Venecia, y en marzo de 1322, Šibenik aceptó el gobierno Veneciano, que a su vez envió una flota para defenderla de los intentos de conquista de Mladen. Pablo II y la ciudad de Trogir, hicieron una alianza con el fin de deponer a Mladen y reemplazarlo con Pablo. A pesar de esto, Trogir también se sometió a Venecia, declarándose leales a Carlos I de Hungría, su Señor natural. Esto obligó a Mladen a convocar a una asamblea de nobles croatas para recabar apoyo y rebajar las tensiones con las ciudades dálmatas. Esta asamblea fracasó y provocó un rechazo aún mayor hacia él por parte de la nobleza.
El conflicto sirvió de pretexto a Carlos, que había eliminado los poderes oligárquicos en Hungría, para restaurar el poder real en Croacia, donde estaba enfrentado a Mladen. El rey nombró Ban de Croacia a Juan Babonić y partió con él para enfrentarse a Mladen. La primera batalla tuvo lugar en las inmediaciones de Šibenik, en la que Mladen fue derrotado, lo que le obligó a dirigirse hacia el sur. Los ejércitos de Trogir, Sibenik y Venecia, saquearon la ciudad de Skradin. La segunda y definitiva batalla final tuvo lugar en Blizna, cerca de la fortaleza de Klis. El ejército de Mladen estaba formado por sus propias tropas, las de su hermano Jorge II, Valacos y la nobleza menor de la región de Poljica. El ejército enemigo lo formaban tropas reales bajo Juan Babonić junto a la nobleza croata (incluyendo a Pablo II Šubić) y milicias de Trogir y Šibenik. La batalla concluyó con la victoria de los segundos, empujando a Mladen más al sur en la fortaleza de Klis.

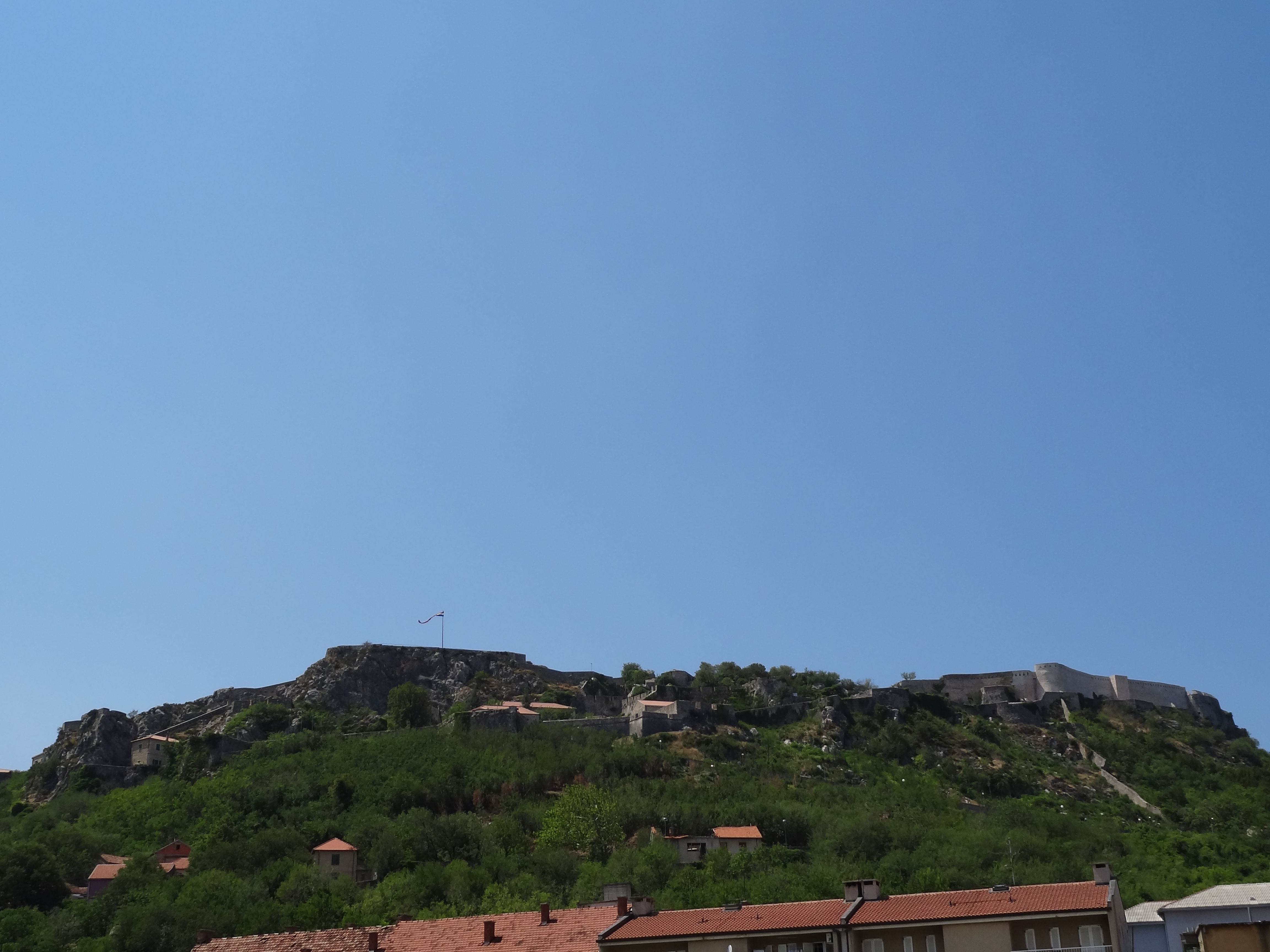
Restos medievales del castillo de Knin.

En la fortaleza de Klis, Mladen recibió la noticia de la llegada del rey a Knin y decidió enviar a su hermano menor Jorge II en misión diplomática con la intención de negociar. Carlos I recibió a Jorge muy diligentemente y dio su garantía de que Mladen podía dirigirse personalmente a Knin. A pesar de las promesas reales, cuando Mladen llegó, fue encarcelado y llevado a Hungría por el rey, donde permaneció preso en circunstancias desconocidas. Es posible que su hija Catalina también fuera apresada. Se cree que murió en torno a 1341.
Tras estos acontecimientos, el rey entregó Bosnia y Dalmacia desde Cetina a Dubrovnik, a Esteban II Kotromanić. El antiguo colaborador de Mladen, Ivan Nelipić, aprovechó la oportunidad para conquistar Knin a las tropas reales. Después de la derrota de Mladen II, la familia Šubić no solo había perdido Bosnia, sino también territorios en Croacia y había perdido para siempre su influencia. Mladen II fue sucedido por su hermano Jorge y, posteriormente, por su sobrino Mladen III Šubić como jefes de la familia Šubić, que continuó gobernando sobre de Klis, Skradin y Omiš hasta 1348.

## Legado y evaluación
Los historiadores argumentan de varias maneras el fracaso de Mladen en relación con los éxitos de su padre, principalmente, tendencias violentas y vanidad, pese a que eran rasgos relativamente comunes en los gobernantes. Al mismo tiempo, fue elogiado por sus contemporáneos por sus virtudes caballerescas e intelectuales. Incluso la negativa descripción realizada por el cronista Miha Madijev, admite que leía las Sagradas Escrituras a menudo. Parece haber inspirado a su médico personal, Guillermo de Varignan (más tarde también profesor de medicina), a escribir tratados científicos.
A ojos de las ciudades dálmatas y algunos otros de sus súbditos, Mladen fue un tirano. Su poder como árbitro se convirtió en una carga para las ciudades de Dalmacia, cuya aristocracia y ciudadanos demandaban un mayor autogobierno, lo que era imposible con el dominio ejercido por el partido de Mladen. Tampoco gustaba la nobleza croata, que deseaba una mayor cuota de poder. Los fracasos militares y políticos de Mladen solo sirvieron para acrecentar sus apetitos.
Su destino causó simpatías en la tradición nacional, y en el siglo XIX se creía que dos ubicaciones del castillo de Knin habían sido los lugares de su cautiverio temporal.

## Títulos
En un documento de 10 de abril de 1318, Mladen II Šubić es llamado "Ban de los Croatas en Bosnia, y Señor General del País de Hum".

## Familia
De acuerdo a una investigación genealógica, tuvo dos hijas con su esposa Helen:
- Catalina Šubić
- Isabel (fl. 1350-1356), esposa del duque Dujam III (Frankopan) de Krk